# Mestre de Cabestany

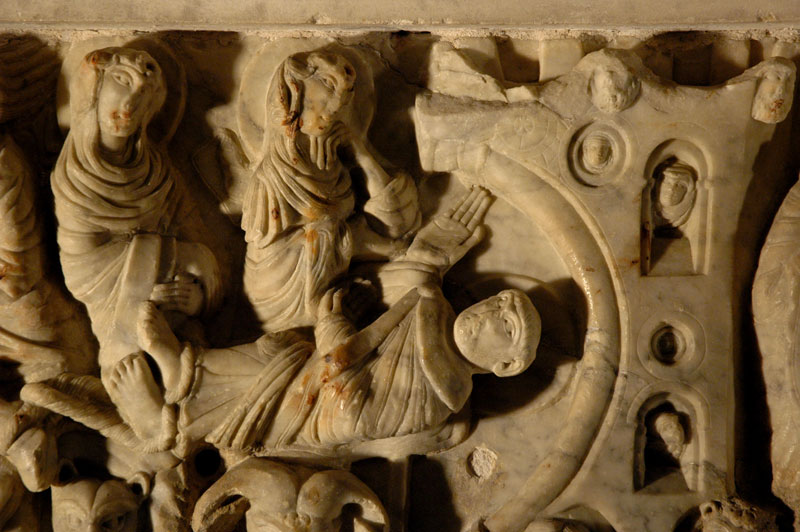
Detall del sarcòfag de sant Sadurní. Martiri del sant (abadia de Sant Hilari)

El mestre de Cabestany fou un escultor desconegut de l'època romànica que va treballar bàsicament entre el sud del Llenguadoc-Rosselló (el departament francès de l'Aude i el Rosselló) i les comarques de Girona. Cronològicament i en relació amb els edificis en què va treballar, caldria situar-lo a la segona meitat del segle xii. El nom de Mestre de Cabestany va ser utilitzat per primer cop per Josep Gudiol el 1944 i es deu a una de les seves obres més representatives: el timpà de Cabestany.

## Estil
Aquest escultor té un estil força característic, que el diferència de la resta d'artistes de la mateixa època que van treballar en el mateix marc geogràfic:
- Els caps són angulosos, amb els fronts estrets, ulls grans i expressius, treballats amb trepant.

- El treball de les vestidures, amb plecs característics.

- Important desproporció en les figures, notablement en les mans.

- Treball dels volums molt expressiu.

- És habitual que empleni tots els buits amb figures i comparse d'animals decoratius, probablement inspirat en l'escultura dels sarcòfags romans.[1]

Tractant-se d'un artista gens documentat i la complexitat de l'atribució de les obres (atribució que es basa únicament en les similituds estilístiques), identificar el que pot ser obra del mateix mestre, la del seu taller i altres artistes influenciats per ell, és una tasca força complexa, fins i tot s'ha dit que aquell taller en realitat es tractava d'un grup de monjos que anaven d'un lloc a l'altre, segons les necessitats.

## Obra atribuïda
Degut a les mateixes característiques del taller del Mestre de Cabestany, hi ha opinions ben diferents sobre l'atribució o no d'obres. Segueix una relació de l'obra que habitualment hom li atribueix, tot i que les opinions són unànimes en poques vegades. Degut a la poca fiabilitat i precisió quan hom vol establir un ordre cronològic de les obres conegudes o atribuïdes al mestre, aquestes figuren ordenades geogràficament.

### Departament de l'Aude
- Rius de Menerbés, església de l'Assumpció. Capitells a l'interior de l'església. Aquest edifici té la particularitat de ser de planta circular, o més exactament poligonal, amb catorze costats. Té un conjunt de catorze capitells dels quals cal destacar especialment el que representa l’Assumpció, amb una escena de la Mare de Déu, amb els ulls clucs que puja al cel envoltada d'àngels. Aquest capitell és característic de la tècnica del mestre. Un altre capitell representa uns lleons i els altres dotze són de tipus corinti, més allunyats d'aquella tècnica, però possiblement de taller. A part d'aquest conjunt hi ha altres capitells que pertanyien a una antiga portada amb un capitell al centre amb un personatges grotescos tocant unes trompes i als costats un amb lleons i el darrer amb monstres.

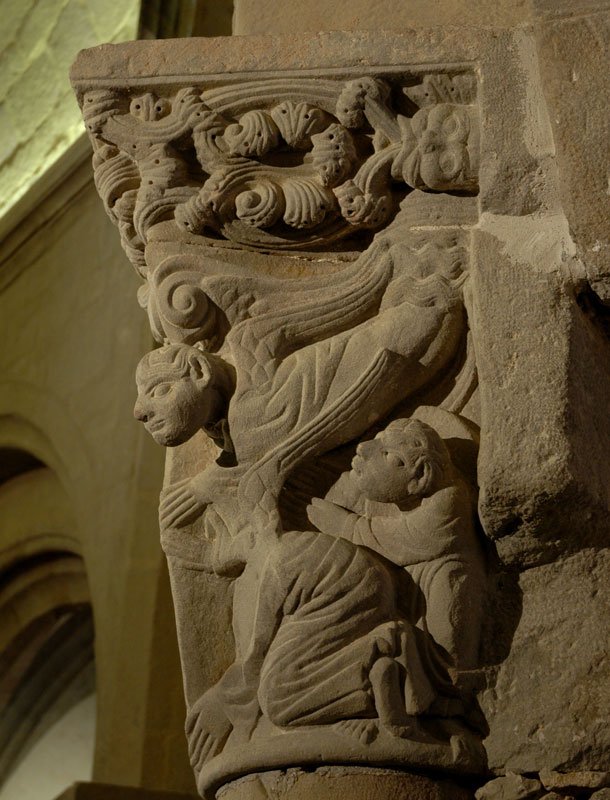
Capitell de l'Assumpció
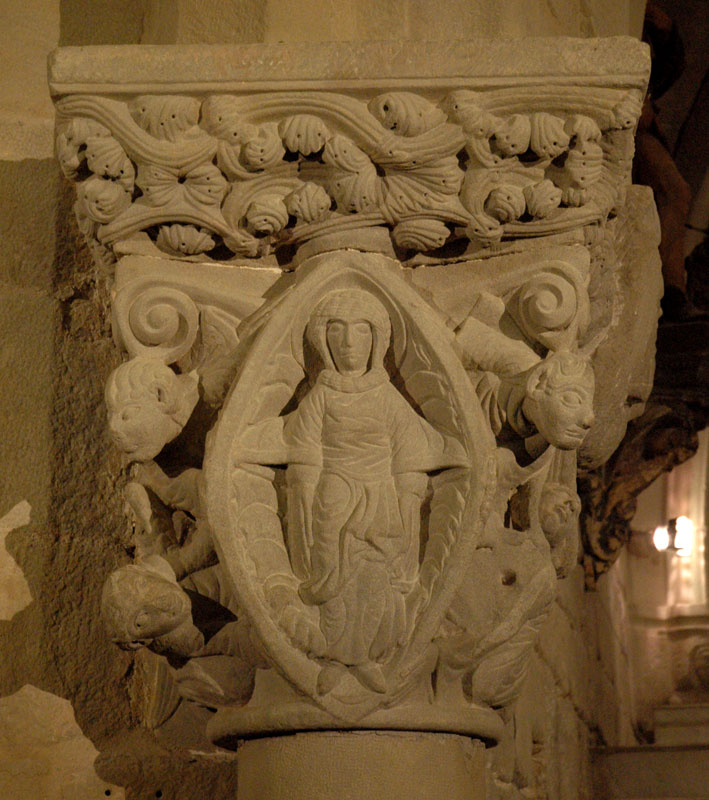
Capitell de l'Assumpció
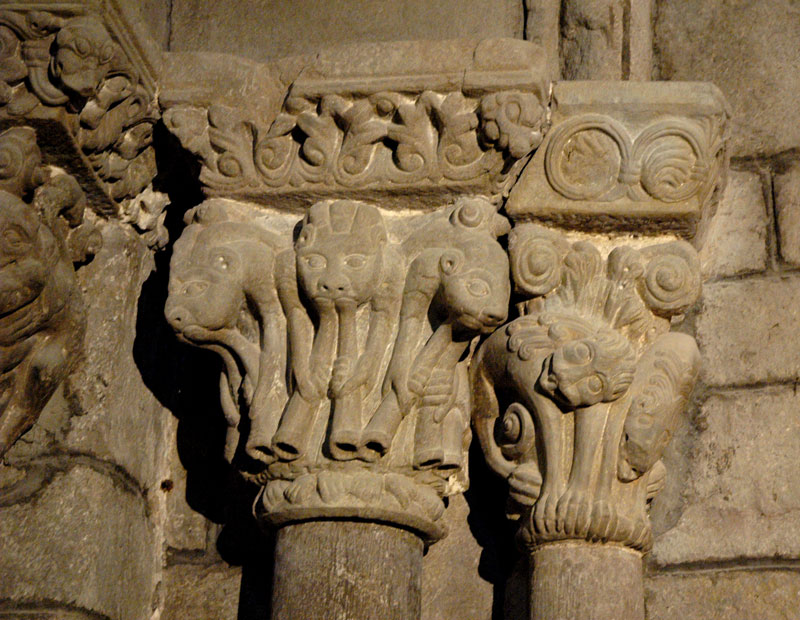
Capitells de l'antiga portada

- Asilha, església de Sant Esteve. La decoració interior (fris i capitells), si més no, està influenciada per l'estil del Mestre de Casbestany, possiblement hi va treballar el mateix taller que va estar també a Rius de Menerbés.

- Sant Pàpol, abadia de Sant Pàpol. En aquest cenobi, l'obra del Mestre de Cabestany està situada a l'exterior de l'absis central. Un dels capitells representa Daniel entre els lleons, un segon el càstig dels calumniadors, ambdues escenes d'inspiració bíblica (llibre de Daniel). Cal afegir el conjunt de modillons, també situats en el mateix lloc. Aquesta obra s'atribueix amb assiduïtat al mestre.

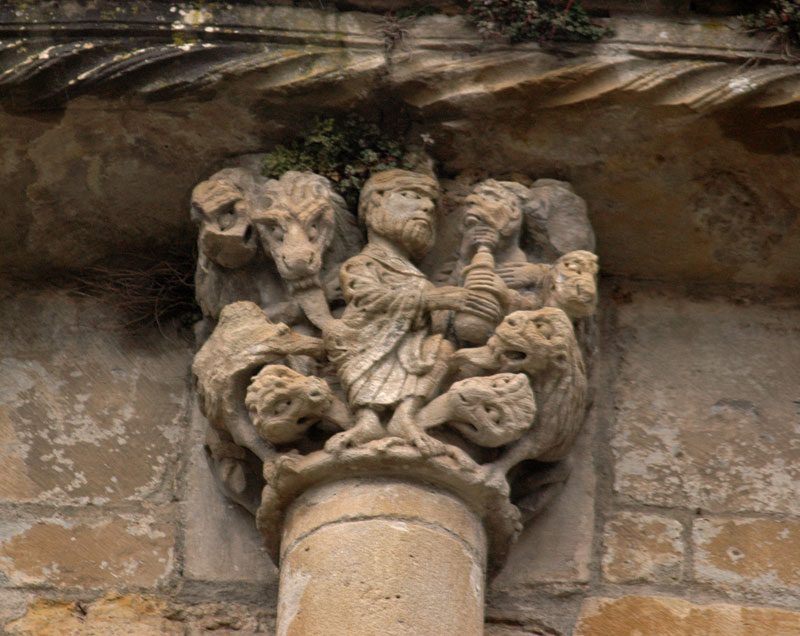
Daniel entre els lleons
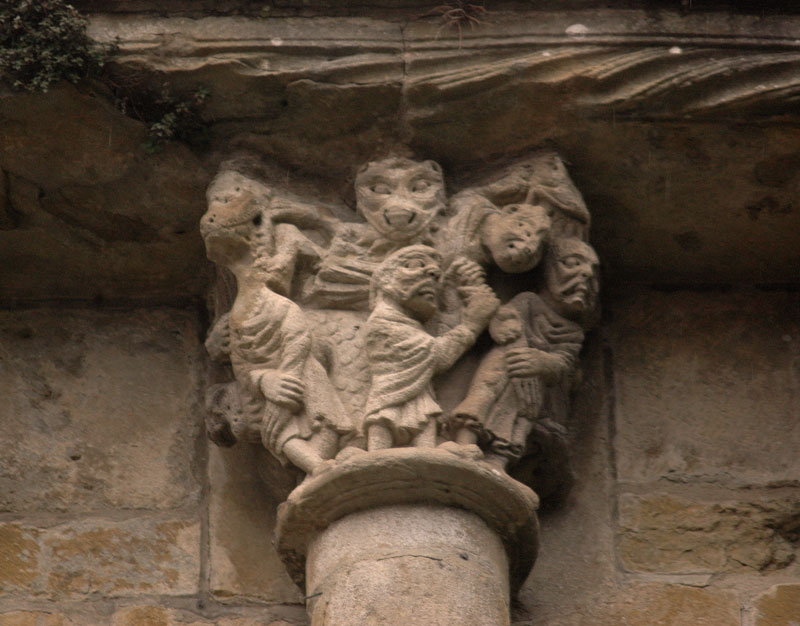
Càstig dels calumniadors

- Sant Ilari, abadia de Sant Hilari. En aquest lloc es conserva una de les peces més importants del mestre que caldria situar en l'època de maduresa de l'artista. Es tracta del sarcòfag de sant Sadurní, a qui era dedicada l'abadia antigament. És una bella peça de marbre treballada amb relleus per tres dels seus costats i on s'explica la vida del sant. Més que un sarcòfag realment es tracta d'un reliquiari. Està inspirat en altres peces d'aquesta mena de l'antiguitat romana i paleocristiana, conegudes en aquella època.

Enmig de la part frontal es veu l’Arrest del sant Sadurní, el personatge que porta un llibre entre les mans, a la dreta els soldats, dos d'ells assenyalant un edifici, el Capitoli. La part esquerra d'aquest frontal mostra el martiri del sant, que és tret del mateix Capitoli lligat pels peus a un brau, que l'arrossega, hi figuren representades dues dones, les que van recollir el cos del sant.
A la cara de l'esquerra es veu l'enterrament de sant Sadurní. A la dreta hi figuren sant Sadurní i els seus deixebles: sant Pàpol i sant Honest.

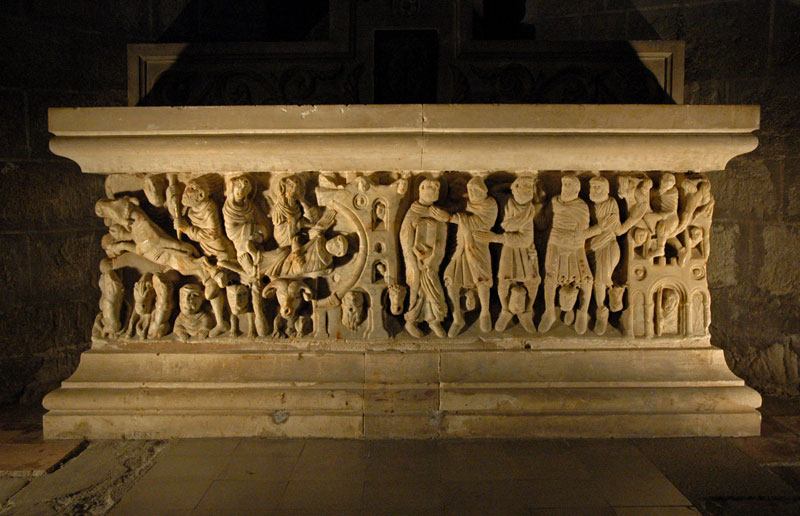
Sarcòfag de sant Sadurní

- La Grassa, monestir de Santa Maria de la Grassa. D'aquest lloc es conserven diversos fragments que possiblement procedeixin d'una antiga portalada, algunes peces es conserven a la mateixa abadia i d'altres (unes dovelles) al cementiri. L'atribució al mestre o al seu taller no és gens segura, tot i les concordances estilístiques.[3]

### Comarca del Rosselló
- Cabestany, església de Santa Maria de Cabestany. Aquí es conserva la peça clau del mestre, la que li va donar el nom pel qual hom el coneix. Es tracta d'un timpà de marbre blanc (el timpà de Cabestany), que possiblement procedeix de la mateixa església, antigament es trobava encastada en un mur i ara s'exposa al seu interior. Està mutilada en la seva part superior, possiblement la peça en què es va fer l'obra era una tapa de sarcòfag antiga, el que explicaria la seva forma trapezoïdal. Té la particularitat d'estar treballada en la seva part inferior el que vol dir que no estava situada sobre una llinda, com és habitual.

Conté tres escenes principals: a l'esquerra es veu Crist mentre treu del sepulcre la Mare de Déu en presència dels apòstols Pere i Joan. A la dreta l'Assumpció, que recorda la mateixa escena del capitell de Rius de Menerbés. Al centre el Crist beneint entre la Mare de Déu i l'incrèdul sant Tomàs sostenint el seu cinturó.

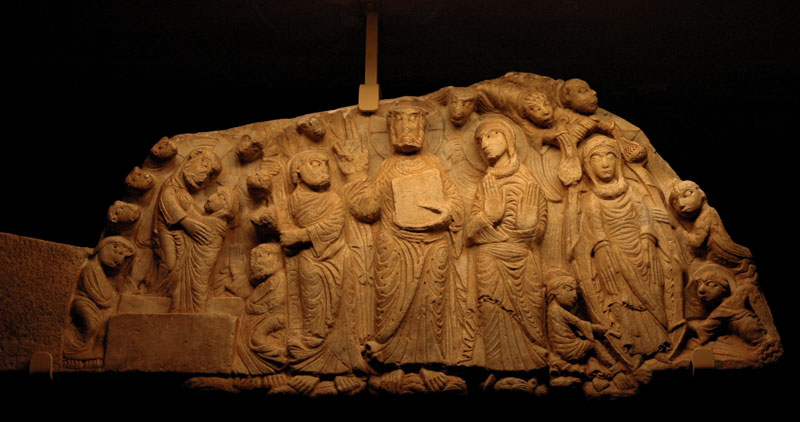
El timpà de Cabestany
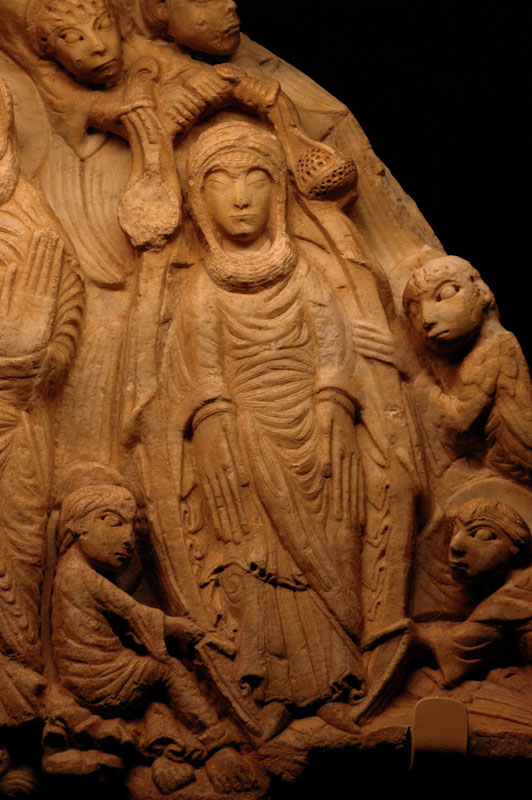
El timpà de Cabestany. Detall de l'Assumpció

- Paçà, monestir del Camp. La portada de l'església del monestir conté quatre capitells (dos a cada banda) que, estilísticament són propers al taller del mestre. D'esquerra a dreta veiem un capitell amb animals fantàstics, un segon amb l'Anunciació, el tercer amb monstres i el darrer amb personatges grotescos fent sonar unes trompes, similar al de Rius de Menerbés.

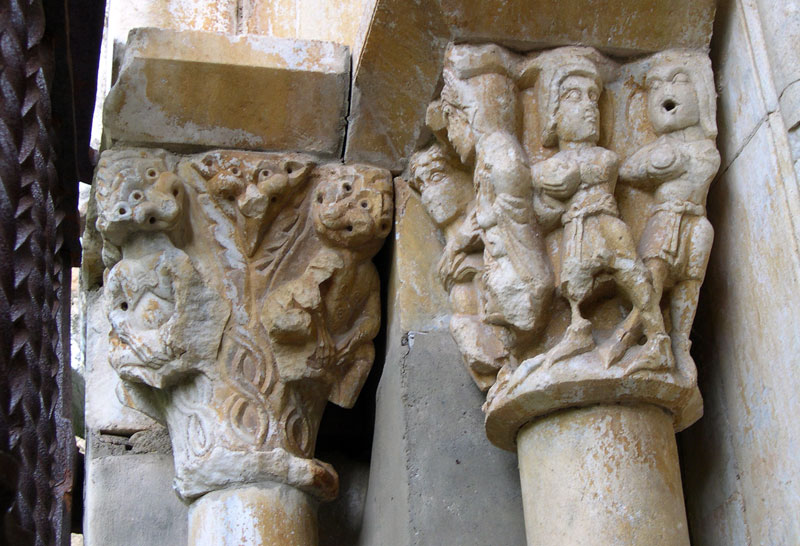
Capitells de la portada del monestir del Camp
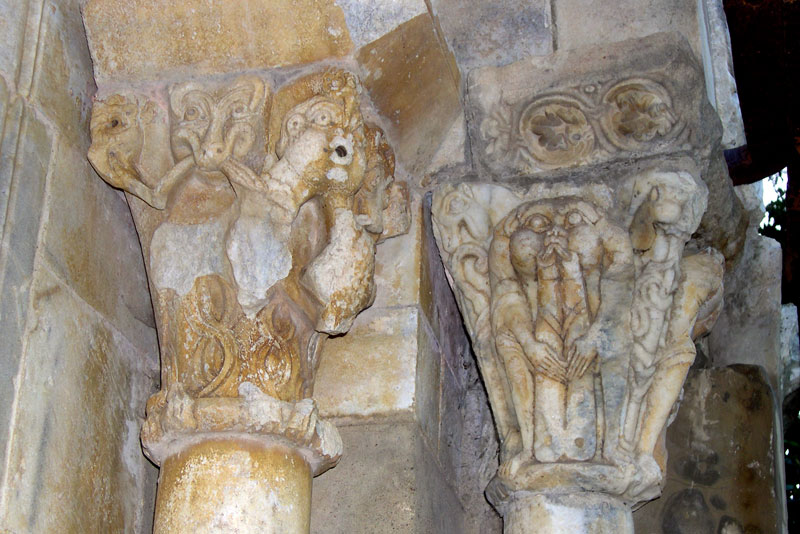
Capitells de la portada del monestir del Camp

- El Voló, església de Santa Maria. Aquesta església, que ha sofert modificacions en el decurs del temps conserva encara el seu antic portal romànic. La porta de l'edifici està emmarcada per dues columnes amb capitells i una arquivolta. A la part superior es troba un fris historiat suportat per set modillons, que habitualment hom atribueix al Mestre de Cabestany i el seu taller. Degut a l'alçada on es troba, la seva visió és una mica dificultosa pel que fa als detalls. La seva lectura fa de dreta a esquerra, i representa l’Anunci als pastors, la Nativitat, el Bany de Nen Jesús, l’Adoració dels Mags i la Fugida a Egipte.

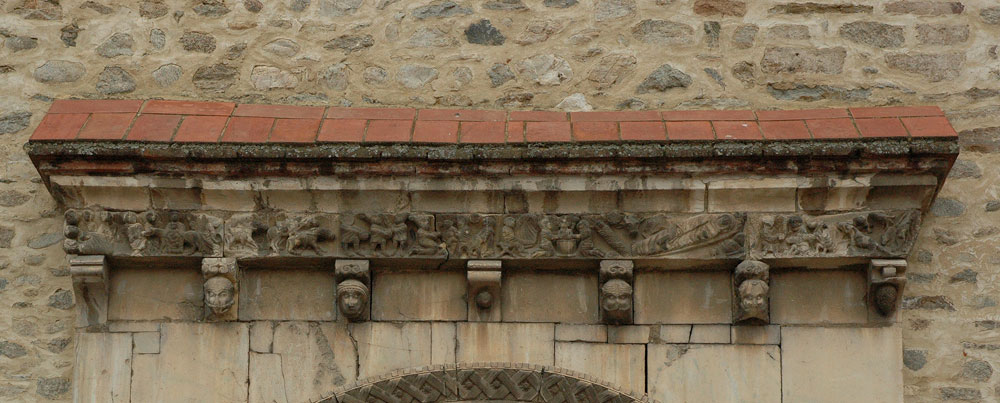
El fris del Voló
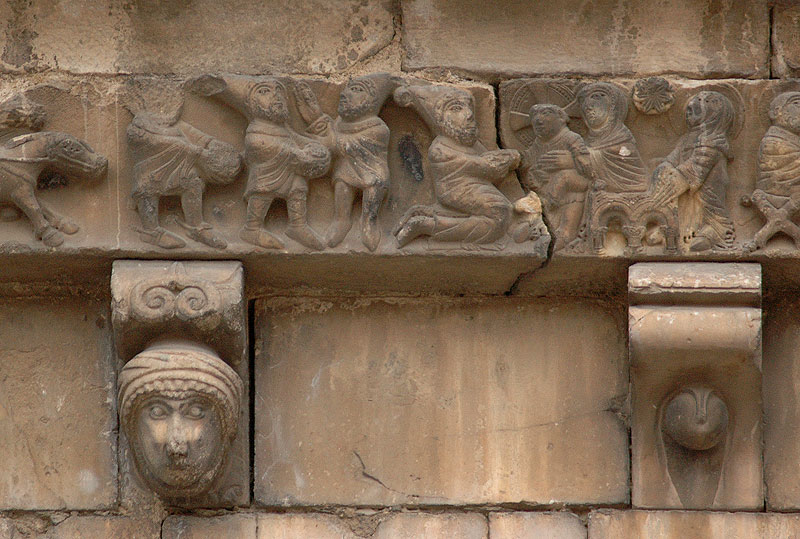
Detall de l'Adoració dels Mags

### Alt Empordà
- Port de la Selva, monestir de Sant Pere de Rodes. Aquesta és una de les grans obres del Mestre de Cabestany. Es tracta de la monumental portada de l'església del monestir, afegida a la segona meitat del segle xii a l'església preexistent. Havia de ser una peça complexa, però malauradament es conserva de forma fragmentària i dispersa. Elements procedents d'aquesta portada es conserven en diversos indrets, al monestir només s'hi pot veure uns petits fragments:[5][6]

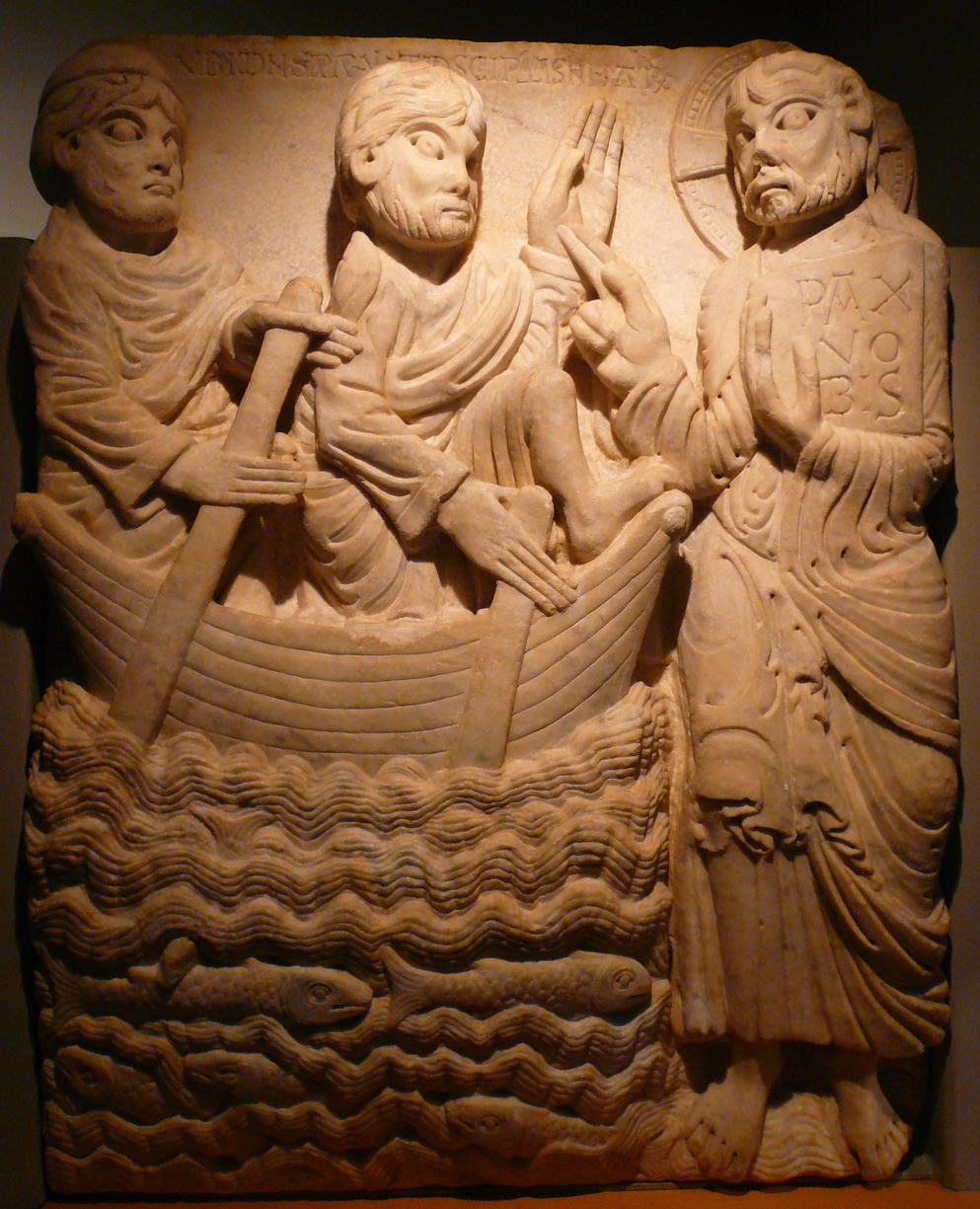
Relleu de l'L'aparició de Jesús als seus deixebles en el mar. Conservada al Museu Frederic Marès de Barcelona. Es tracta d'una peça amb un excel·lent estat de conservació.
- Cap de sant Pere. Al Museu del Castell de Peralada.
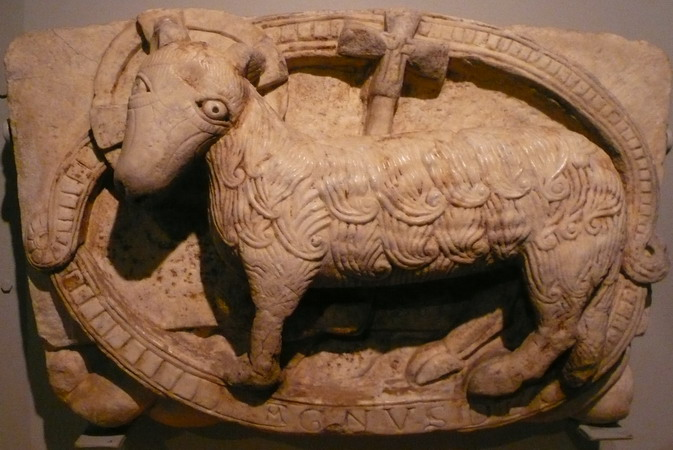
Relleu de l'Agnus Dei. Clau d'arquivolta, també al Museu Marès de Barcelona.
- Cos fragmentari de sant Pere. Conservat al Port de la Selva.
- Cap d'home. Col·lecció Oleguer Junyent, Barcelona.
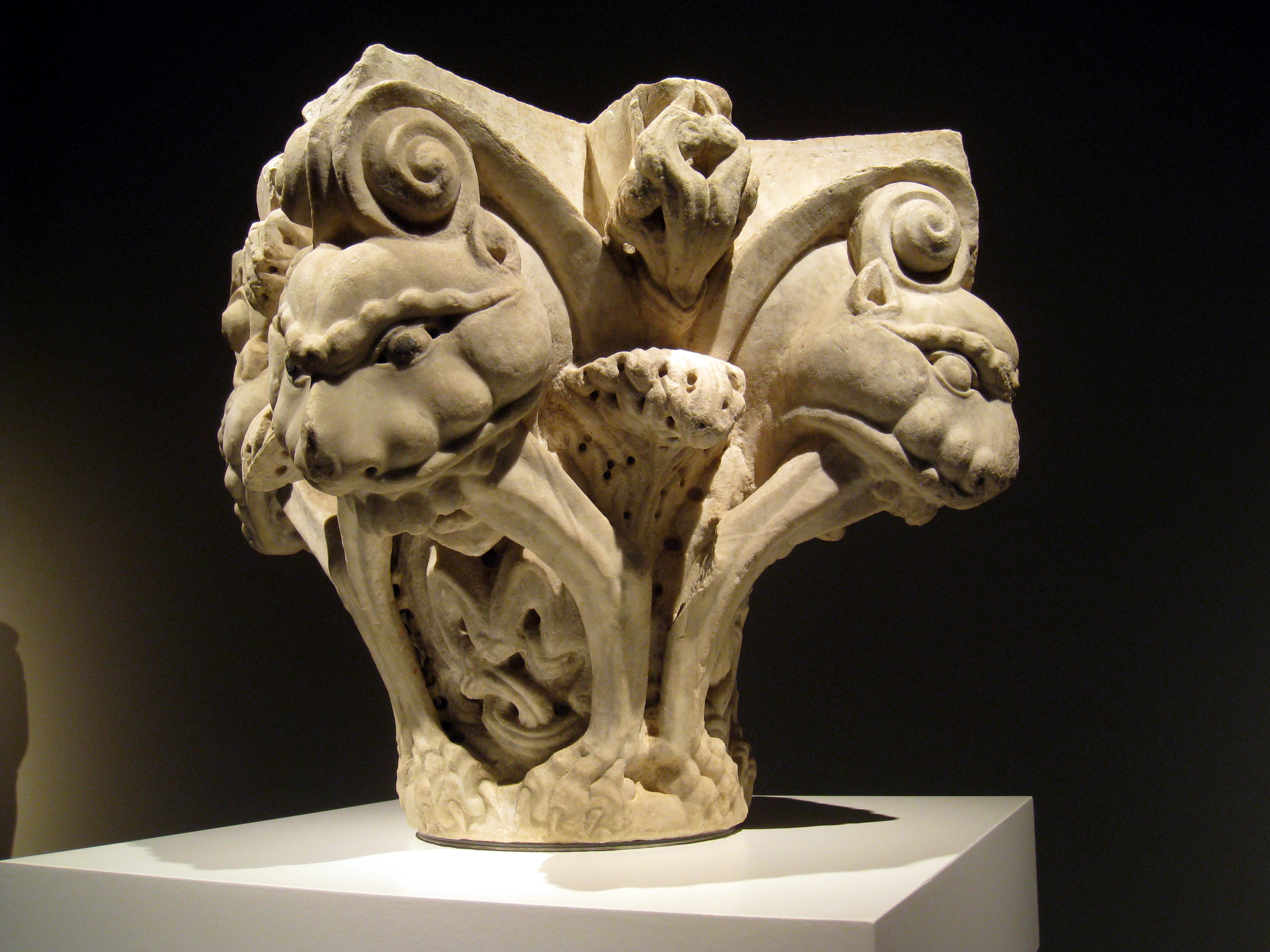
Capitell. Museu del Castell de Peralada.
- Capitell. Col·lecció Barrachina de Barcelona.
- Cap d'home amb barba. Museu Fitzwilliam, Cambridge.
- Relleu amb personatge i creu, Col·lecció Casamor.
- L'aparició de Jesús als seus deixebles en el mar al Museu Frederic Marès.
- Agnus Dei
- Capitell. Museu del Castell de Peralada

### Gironès
- Girona, monestir de Sant Pere de Galligants. A la zona absidal de l'església es conserven dos capitells que, si més no, cal atribuir al taller del mestre. Un d'ells representa una escena de martiri d'un sant, probablement sant Pau. El segon representa Crist entre dos apòstols.[10]

### Garrotxa
- Sant Esteve d'en Bas, església de Sant Esteve d'en Bas. El taller del Mestre de Cabestany probablement va treballar en els capitells que decoren la zona absidal de l'església. Hi destaca un capitell amb analogies amb el de Rius de Menerbés. Aquest representa la Mare de Déu amb el Nen dins una màndorla envoltada d'àngels.[11]

### Navarra
- Errondo, església. Al Metropolitan Museum of Art de Nova York (The Cloisters) es conserven dues peces que molt probablement procedeixen d'Errondo (la llinda és segur que té el seu origen aquella església). Es tracta d'una llinda i un timpà decorats, probablement no formaven part del mateix conjunt, ja que les proporcions no s'ajusten. Al timpà s'hi veuen les Temptacions de Crist i la Multiplicació dels pans i els peixos. La llinda és centrada per un crismó, envoltat per quatre àngels.[12]

### La Toscana
- San Casciano Val di Pesa, església de San Giovanni in Sugana. Al Museu de San Casciano es conserva un fust de columna procedent de l'església de San Giovanni in Sugana que el 1969 es va atribuir al Mestre de Cabestany. Les característiques figures del mestre representen l’Anunciació, Nativitat i el Bany del Nen Jesús.[13]

- Sant'Antimo, abadia. A l'interior de l'església es conserva un capitell monumental que representa les escenes de Daniel entre els lleons i el Càstig dels calumniadors, temes que ja trobem a Sant Pàpol.[13]

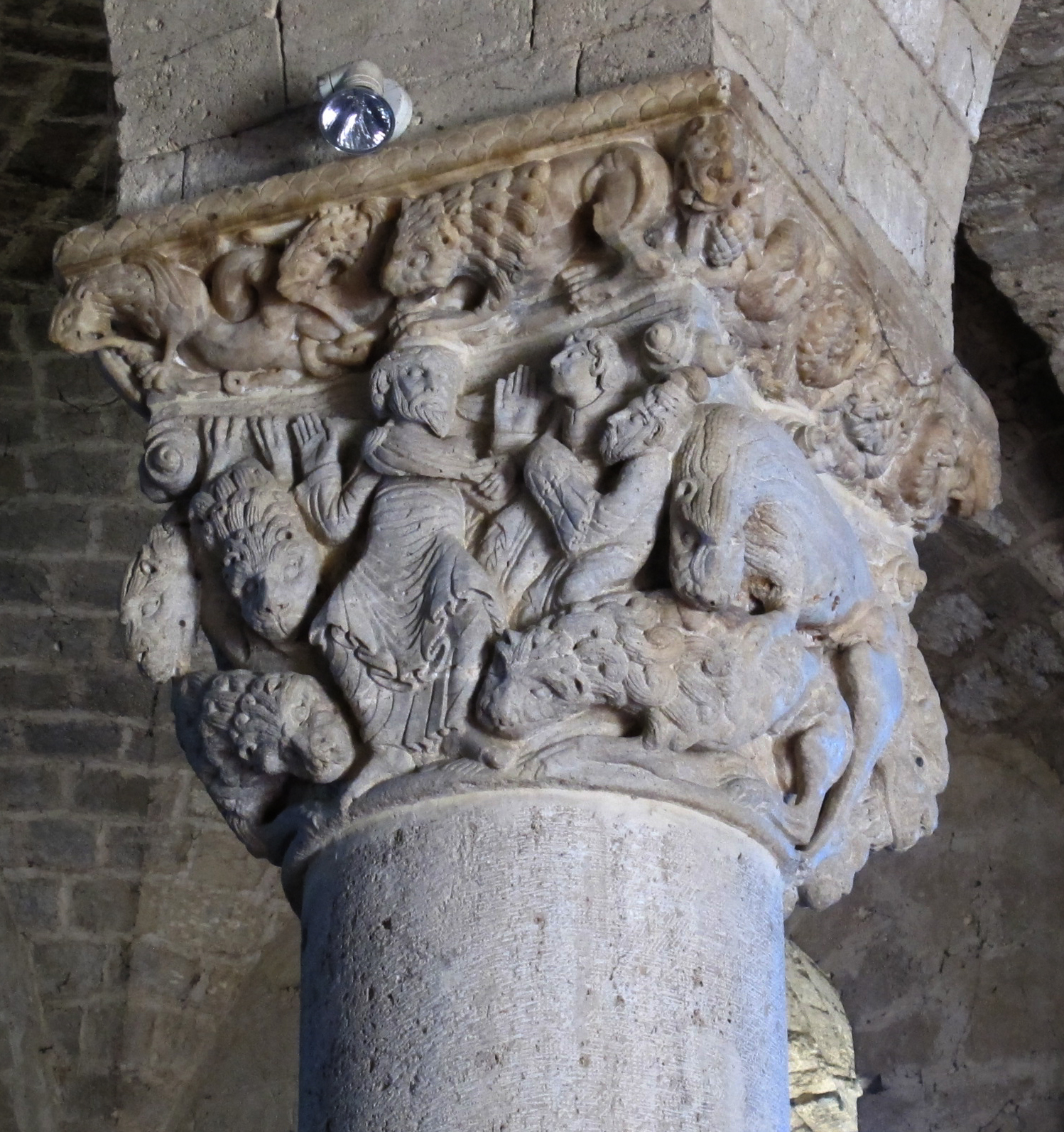
Capitell de Sant’Antimo

- Catedral de Prato, o de Santo Stefano. Al claustre hi ha una galeria romànica, amb tres capitells que poden atribuir-se amb certa seguretat al cercle del Mestre de Cabestany. El primer presenta uns monstres amb les mateixes característiques que els que es poden veure en altres localitzacions al Rosselló. El segon (ara al Museu) representa una persona atacada per lleons. El darrer amb animals fantàstics, bé que ha estat molt restaurat i, potser, desfigurat.

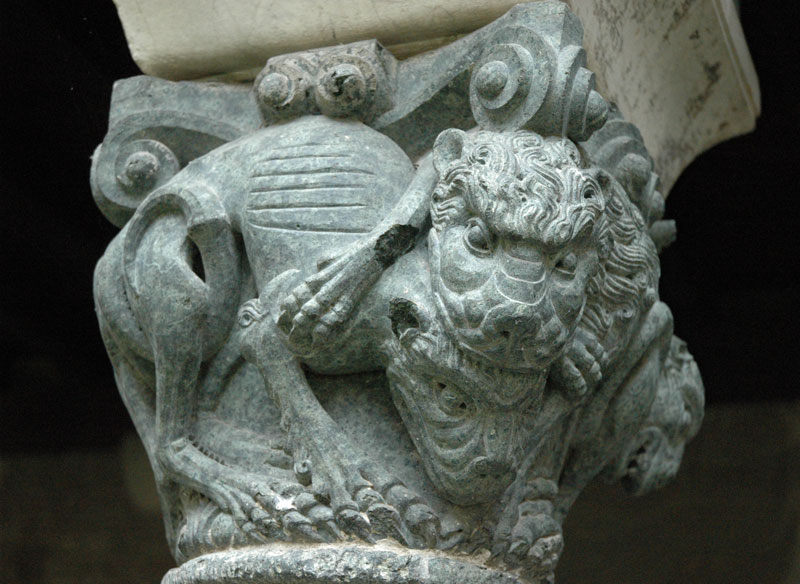
Capitell de Prato
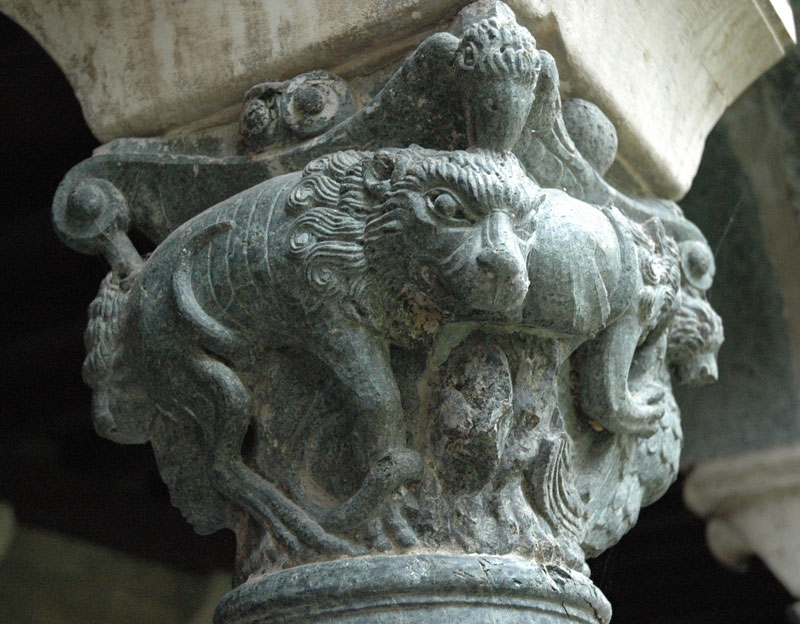
Capitell de Prato

### Procedència desconeguda
- Narbona, Museu Arqueològic. Dos capitells recentment atribuïts al taller del mestre de Cabestany.

## Centre Mestre de Cabestany
A Cabestany es troba el Centre d'Escultura Romànica Mestre de Cabestany, dedicat a l'estudi de l'artista i on s'han reunit còpies fidels de les seves obres.